# Zospeum tholussum
Zospeum tholussum là một loài ốc sên sống trong hang động của họ Ellobiidae. Nó là một loài rất nhỏ với chiều cao vỏ dưới 2 mm (0,08 in) và chiều rộng vỏ khoảng 1 mm (0,04 in). Cá thể Z. tholussum hoàn toàn mù và có vỏ với 5-6 vòng xoắn. Zospeum tholussum được phát hiện ở độ sâu 743 đến 1.392 m (2.438 đến 4.567 ft) ở hang Lukina jama–Trojama tại Croatia vào năm 2010 một chuyến thám hiểm hang động. Nó được mô tả chính thức như một loài mới vào năm 2013 bởi các nhà phân loại học Tiến sĩ Alexander M. Weigand. Vào năm 22 tháng 3 năm 2014 nó đã được đưa vào danh sách Top 10 loài mới năm 2014 Lưu trữ ngày 18 tháng 8 năm 2021 tại Wayback Machine, được lựa chọn từ một cơ sở quốc tế của các chuyên gia phân loại và công bố bởi International Institute for Species Exploration (IISE).

## Mô tả

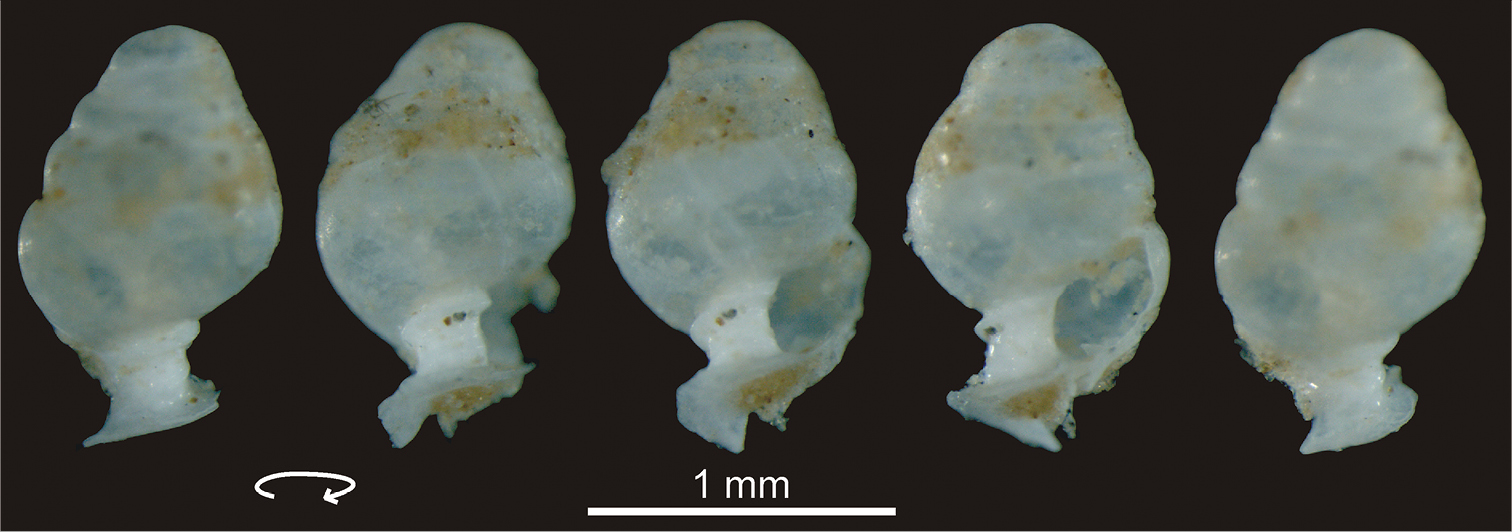
A specimen of Zospeum tholussum broken open and rotated clockwise to show the columellar fold

Zospeum tholussum là ốc sên nhỏ với chiều cao vỏ chỉ khoảng 1,41 đến 1,81 mm (0,056 đến 0,071 in) và chiều rộng vỏ khoảng 0,93 đến 1,12 mm (0,037 đến 0,044 in). Chiều cao vỏ tỷ lệ chiều rộng là giữa 1,34-1,62. Vỏ có khoảng 5-6 vòng xoắn. Vòng xoắn thứ hai đặc biệt vì rất to và hình dạng giống hình vòm, với độ cao khoảng 2⁄3 đến 5⁄6 của chiều cao của vòng xoắn thứ ba và thứ tư kết hợp.
Miệng vỏ (khẩu độ) dài khoảng 0,44 đến 0,54 mm (0,017 đến 0,021 in) và rộng khoảng 0,38 đến 0,46 mm (0,015 đến 0,018 in), với chiều cao khẩu độ tỷ lệ chiều rộng 1,05 tới 1,30. Nó không có răng. Vỏ thường rất mỏng và dễ vỡ với một bề mặt nhẵn. Vỏ sạch hoặc vỏ những mẫu vật sống màu trong mờ, trong khi những con ốc sên già có màu dục hơn, với màu trắng sữa.